# Pharmakognosie
Die Pharmakognosie (von altgriechisch φάρμακον pharmakon, deutsch ‚Heilmittel‘, ‚Gift‘, ‚Zaubermittel‘ und γιγνώσκειν gignoskein, deutsch ‚erkennen‘, ‚erfahren‘, ‚kennenlernen‘) oder Drogenkunde („Arzneienkunde“) ist die Lehre von den biogenen – also pflanzlichen, pilzlichen oder tierischen – pharmazeutischen Drogen, Arzneimitteln und Giftstoffen. Sie ist ein Teilgebiet der Pharmazie und Pharmazeutischen Biologie. Die aktuelle Definition der American Society of Pharmacognosy ist allerdings deutlich weiter gefasst.

## Aufgaben
Die Pharmakognosie befasst sich mit den aus lebendem Material bestehenden Arzneimitteln oder daraus gewonnenen Substanzen. Der österreichische Pharmazeut und Begründer der Wiener Schule der modernen Pharmakognosie, Richard Wasicky, definierte 1938 die Pharmakognosie wie folgt:

„Die Pharmakognosie als reine Wissenschaft zielt auf das naturwissenschaftliche Verständnis der zu Heilzwecken verwendeten Pflanzen- und Tierdrogen hin und verarbeitet als angewandte Pharmakognosie ihre Forschungsergebnisse zu Nutzanwendungen in der Pharmazie, Industrie, Medizin und auf anderen Gebieten.“

Zu den wesentlichen Aufgaben der Pharmakognosie zählt die Untersuchung von Arzneipflanzen und Drogen, deren makroskopische, mikroskopische und chemische Charakterisierung und Gehaltsbestimmung, die Gewinnung und Identifizierung biogener Arzneistoffe aus biologischem Material (Wirkstoffsuche) und deren Strukturaufklärung sowie die Kultivierung von Arzneipflanzen oder Zellkulturen. Zur angewandten Pharmakognosie gehört auch die Erkennung von Arzneimittelverfälschungen. Die reine Beschreibung von Arzneimitteln (Aussehen, Farbe, im weitesten Sinne auch Geruch und Geschmack) wurde von Alexander Tschirch als Pharmakomorphologie bezeichnet.

## Geschichte
Die Pharmakognosie (oder Drogenkunde) kann als Vorläuferin der modernen Pharmazie verstanden werden, schon in der ältesten orientalischen und europäischen naturwissenschaftlichen Literatur finden sich Lehrschriften aus dem Bereich der Pharmakognosie. Die Bezeichnung Pharmakognosie („Pharmakognosis“) wurde vermutlich erstmals von dem Wiener Mediziner Johann A. Schmidt in seinem 1811 erschienenen Lehrbuch Materia medica verwendet. Man verstand darunter das „Erkennen der Arzeneykörper nach ihren sinnlichen Eigenschaften“, d. h. die pharmazeutische Warenkunde. Mit der sich im 19. Jahrhundert selbständig entwickelnden Pharmazeutischen Chemie kam es zu einem Bedeutungswandel. Von der reinen Warenkunde entwickelte sich die Pharmakognosie zu einer Wissenschaft, wozu die Apotheker und Hochschullehrer Friedrich August Flückiger (1828–1894) und Alexander Tschirch (1856–1939) maßgeblich beitrugen. Weitere bedeutende Pharmakognosten waren Pereira und Schleiden. In der Pflanzenbiochemie tat sich Kurt Mothes (1900–1983) hervor. Als Ausbildungsfach der Apotheker wurde die Pharmakognosie nach 1970 in der BR Deutschland zur „Pharmazeutischen Biologie“, während in Österreich auch im universitären/akademischen Bereich nach wie vor der Begriff „Pharmakognosie“ gebräuchlich ist. Die Gesellschaft für Arzneipflanzen- und Naturstoff-Forschung (GA) würdigte in ihrem offiziellen Journal, der wissenschaftlichen Fachzeitschrift Planta Medica, die Tradition und aktuelle Relevanz der pharmakognostischen Forschung speziell an den österreichischen Universitäten im Juni 2024 mit einer Sonderausgabe („Special Issue Celebrating the Austrian Pharmacognosy“).
Auch die Herbal Medicinal Products Platform Austria (HMPPA) möchte junge Wissenschaftler im Fachbereich Pharmakognosie fördern und veranstaltet zu diesem Zweck das jährliche HMPPA Symposium "Next generation pharmacognosy".

### Aktuell
- Willem Frans Daems: Nomina simplicium medicinarum ex synonymariis medii aevi collecta. Semantische Untersuchungen zum Fachwortschatz hoch- und spätmittelalterlicher Drogenkunde. New York / Leiden 1993 (= Studies in Ancient Medicine. Band 6).
- Otto Sticher, Jörg Heilmann, Ilse Zündorf: Hänsel/Sticher Pharmakognosie – Phytopharmazie. 10. Auflage, Wissenschaftliche Verlagsges.mbH, Stuttgart 2015, ISBN 978-3-8047-3144-8.
- William Charles Evans: Trease and Evans’ Pharmacognosy. 16. Auflage, Saunders/Elsevier, Edinburgh u. a. 2009, ISBN 978-0-7020-2933-2.
- Gunnar Samuelsson, Lars Bohlin: Drugs of natural origin: a textbook of pharmacognosy. 6. Edition, Apotekarsocieteten, Stockholm 2009, ISBN 978-91-976510-5-9.
- Johann Jurenitsch, Claudia Müller, Kurt Schneider, Wolfgang Kubelka: 200 Jahre Pharmakognosie in Wien. Eine Wissenschaft im Dienst der Arzneimittelsicherheit. Facultas Univ.-Verl., Wien 1998, ISBN 3-85076-472-9.

### Historisch
- Franz Berger: Handbuch der Drogenkunde. Wien 1954.
- Otto Beßler: Prinzipien der Drogenkunde im Mittelalter. Aussage und Inhalt des Circa instans und Mainzer Gart. Halle an der Saale 1959. Mathematisch-naturwissenschaftliche Habilitationsschrift (30. Mai) 1960.
- Hermann Karsten: Illustrirtes Repetitorium der pharmaceutisch-medicinischen Botanik und Pharmacognosie, Springer, Berlin 1886 (online).
- Gustav Klein: Handbuch der Pflanzenanalyse. 4 Bände in 6 Teilbänden, Verlag von Julius Springer, Wien 1932–1933, DNB 560545770.
- George Karsten, Ulrich Weber, Egon Stahl: Lehrbuch der Pharmakognosie für Hochschulen. 8. Auflage. Stuttgart 1956; 9. Auflage, neu bearbeitet von E. Stahl, G. Fischer Verlag, Stuttgart 1962, DNB 452322774.
- O. Moritz: Einführung in die allgemeine Pharmakognosie. 2. Auflage. Jena 1953.
- Friedrich August Flückiger: Pharmakognosie des Pflanzenreiches. 2. Auflage. Berlin 1883.
- Friedrich A. Flückiger: Grundriss der Pharmakognosie. 2. Auflage. Gaertner, Berlin 1894 (urn:nbn:de:hbz:061:2-9157 der Universitäts- und Landesbibliothek Düsseldorf).
- Ernst Steinegger, Rudolf Hänsel: Lehrbuch der Pharmakognosie und Phytopharmazie. 4. Auflage. Berlin/Heidelberg/New York 1988.
- Alexander Tschirch: Handbuch der Pharmakognosie. Band 1–3. Tauchnitz, Leipzig 1909–1925; und dazu Eduard Remy (Hrsg.): Generalregister zu Tschirchs Handbuch der Pharmakognosie. Leipzig 1927.